# Liste der Naturdenkmale in Weiterstadt
Die Liste der Naturdenkmale in Weiterstadt nennt die in Weiterstadt im Landkreis Darmstadt-Dieburg in Hessen gelegenen Naturdenkmale. Sie sind nach § 28 Bundesnaturschutzgesetz (BNatschG) geschützt.
| Bild                          | Bezeichnung                              | Ortsteil, Lage                               | Beschreibung                                         | Art | Nr.     |
| ----------------------------- | ---------------------------------------- | -------------------------------------------- | ---------------------------------------------------- | --- | ------- |
| mehr Fotos \| Fotos hochladen | Entenpfuhl bei Weiterstadt               | Weiterstadt 49° 54′ 7,2″ N, 8° 33′ 54″ O     | ehemalige Sandgrube und Feuchtgebiet.                |     | 432.682 |
| mehr Fotos \| Fotos hochladen | Großer Rottböll                          | Gräfenhausen 49° 55′ 37,2″ N, 8° 37′ 26,4″ O | seltene Sandünenflora und -fauna.                    |     |         |
| mehr Fotos \| Fotos hochladen | Kleiner Rottböll                         | Gräfenhausen 49° 55′ 33,6″ N, 8° 37′ 19,2″ O | seltene Sandünenflora und -fauna.                    |     |         |
| mehr Fotos \| Fotos hochladen | Sanddüne am Apfelbach                    | Gräfenhausen 49° 56′ 52,8″ N, 8° 35′ 27,6″ O | halbruderaler Trockenrasen, Silbergrasfluren.        |     | 432.681 |
| mehr Fotos \| Fotos hochladen | Schlossteich auf der Braunshardter Weide | Braunshardt 49° 55′ 10,2″ N, 8° 35′ 16,8″ O  | Vogelschutzgehölz mit feuchter Kernzone.             |     |         |
| mehr Fotos \| Fotos hochladen | Vogelschutzbrutstätte Ewigerstumpf       | Braunshardt 49° 55′ 5,8″ N, 8° 35′ 12,2″ O   | Vogelschutzgehölz, Witterungsschutz für Kleinsäuger. |     |         |

## Belege
1. ↑  
Karte "Umweltschutz". BürgerGIS Landkreis Darmstadt-Dieburg. Landkreis Darmstadt-Dieburg, abgerufen am 4. April 2020.
2. ↑  
Verordnung zum Schutze von Naturdenkmalen im Landkreis Darmstadt-Dieburg – Naturdenkmalverordnung – Entenpfuhl bei Weiterstadt. (pdf; 120 kB) Kreisausschuß des Landkreises Darmstadt-Dieburg - Untere Naturschutzbehörde -, 7. August 1991, abgerufen am 7. August 2020.
3. 1 2 3  
Verordnung zur Sicherung von Naturdenkmalen im Landkreis Darmstadt. (pdf; 14 kB) Der Landrat des Landkreises Darmstadt als untere Naturschutzbehörde, 31. März 1950, abgerufen am 21. Juli 2016.
4. ↑  
Verordnung zum Schutze von Naturdenkmalen im Landkreis Darmstadt-Dieburg – Naturdenkmalverordnung – Sanddüne am Apfelbach. (pdf; 120 kB) Kreisausschuß des Landkreises Darmstadt-Dieburg - Untere Naturschutzbehörde -, 7. August 1991, abgerufen am 7. August 2020.
5. ↑  
Verordnung zur Sicherung von Naturdenkmalen im Landkreis Darmstadt. (pdf; 10 kB) Der Kreisausschuß des Landkreises Darmstadt, 28. November 1955, abgerufen am 21. Juli 2016.

- Karte mit allen Koordinaten:
- OSM |
- WikiMap